# Silure (Q14)
Pour les articles homonymes, voir Silure (homonymie).
Le Silure (Q14) est un sous-marin de la Marine nationale française. Il est la quatrième et dernière unité de la classe Sirène. Lancé le 29 octobre 1901, il a servi durant toute la Première Guerre mondiale, et a été retiré du service en novembre 1919.

## Carrière
Il est lancé le 29 octobre 1901 à Cherbourg. Le 30 août 1902, en compagnie du sous-marin Morse, ils quittent Le Havre convoyés par un remorqueur pour se rendre à Cherbourg.